# إن بارادوكس (فلم)
إن بارادوكس فيلم غموض وإثارة كويتي من إنتاج العام 2019. قصة وسيناريو وحوار وإخراج حمد الصراف.

## طاقم التمثيل
- فيصل العميري
- جاسم النبهان
- فايز قزق
- جفرا يونس
- سامر إسماعيل
- غانم الزرلي
- نوار يوسف
- جابر جوخدار